# Thomas Potts James
Thomas Potts James (Radnor, Pensilvania, 1 de septiembre de 1803 - 22 de febrero de 1882) fue un briólogo estadounidense. James se dedicó a los estudios botánicos, en particular el estudio de los musgos;: 125–7  preparó catálogos de musgos recogidos en Alaska (1867) y en el oeste, por una expedición Real (1871) y la Expedición de Wheeler (1878).

## Biografía
Era hijo de Isaac James y de Henrietta Potts. Se casó con Isabella Batchelder en 1851. Trabajó con su hermano en una industria de medicamentos en Filadelfia a partir de 1831 y por 35 años.
James viajó a Europa en 1878 para consultar con Wilhelm Philipp Schimper, una autoridad líder en musgos. Consultado Schimper, llevó a James y a Lesquereux a publicar Proceedings of the American Academy of Arts and Sciences (l4: 133-141, 1879).
Escribió la sección sobre musgos y hepáticas en Flora Cestrica (1853) de William Darlington.: 125–7 

## Otras publicaciones
- 1884. Manual of the Mosses of North America. Con Leo Lesquereux. Reimpreso 2015 ed. ilustrada de BiblioBazaar, 474 p. SBN 1342536894, ISBN 9781342536891

- 1864. Account of the Bartram Garden 11 p.
- La abreviatura «James» se emplea para indicar a Thomas Potts James como autoridad en la descripción y clasificación científica de los vegetales.[5]